# Icariotis
Icariotis is een kevergeslacht uit de familie van de boktorren (Cerambycidae). De wetenschappelijke naam van het geslacht werd voor het eerst geldig gepubliceerd in 1888 door Pascoe.

## Soorten
Icariotis omvat de volgende soorten:
- Icariotis concolor Villiers, Quentin & Vives, 2011
- Icariotis fulvicornis Pascoe, 1888
- Icariotis gracilipes (Fairmaire, 1902)
- Icariotis limbipennis Fairmaire, 1901
- Icariotis marginata Villiers, Quentin & Vives, 2011
- Icariotis minuta Villiers, Quentin & Vives, 2011
- Icariotis nigrans Fairmaire, 1901
- Icariotis politicollis Fairmaire, 1905
- Icariotis pruinosa Fairmaire, 1901
- Icariotis scapularis Pascoe, 1888
- Icariotis subsulcata Fairmaire, 1893
- Icariotis testacea Fairmaire, 1901
- Icariotis unicolor Pascoe, 1888
- Icariotis vicina Villiers, Quentin & Vives, 2011
- Icariotis viettei Villiers, Quentin & Vives, 2011